# Krzysztof Gębura
Krzysztof Gębura (ur. 26 lipca 1954 w Krynkach) – polski historyk starożytności.

## Życiorys
Absolwent historii (1978) i filologii klasycznej Katolickiego Uniwersytetu Lubelskiego. Doktorat w 1991 na UW (Typy nazw miesięcy w kalendarzach greckich; promotor: Włodzimierz Lengauer). W latach 1978–1979 pracował w Międzywydziałowym Zakładzie Leksykograficznym KUL. Był członkiem Komisji Założycielskiej „Solidarność” na KUL-u. W okresie od 13 grudnia 1981 do 30 kwietnia 1982 był internowany. W latach 1979–1988 pracownik Katedry Historii Starożytnej Sekcji Historii Katolickiego Uniwersytetu Lubelskiego Jana Pawła II. Następnie pracownik Zakładu Historii i Kultury Antycznej Instytutu Historii Akademii Podlaskiej w Siedlcach. Po 1990 roku był radnym Lublina i członkiem sejmiku województwa. Pełnił też funkcję dyrektora Społecznego Liceum Ogólnokształcącego w Niedrzwicy Kościelnej. Zajmuje się Homerem, grecką religią i chronologią, tłumaczeniami i korektą z języków antycznych.

## Wybrane publikacje
- Menologia graeca: studium nazw miesięcy greckich, Siedlce: Wydawnictwo Uczelniane WSR-P 1996.
- (redakcja) Rok 1863 na Polesiu Kijowskim: pamiętnik Józefa Sobkiewicza, oprac. Krzysztof Gębura, Dora Kacnelson, Siedlce: Akademia Podlaska 2000.
- Leipomena: okruchy z warsztatu historyka kultury antycznej, Siedlce: IH AP 2001.
- Hyperborea: religia Greków na północnych wybrzeżach Morza Czarnego, Siedlce: Instytut Historii Akademii Podlaskiej 2009.
- Poikilia: szkice antyczne, Siedlce: Instytut Historii Akademii Podlaskiej - Lublin: Instytut Europy Środkowo-Wschodniej 2010.